# Nelson Benítez
Nelson Pablo Benítez (ur. 24 maja 1984 w Villa Huidobro) – argentyński piłkarz występujący na pozycji lewego obrońcy. Zawodnik Mitre.

## Kariera
Benítez debiutował w zespole Lanús w 2002 roku. W latach 2004–2005 grał w Talleres de Córdoba i Gimnasia y Esgrima de Jujuy, a w 2006 roku powrócił do Lanús. W 2007 roku Benítez z drużyną Lanús wygrał pierwsze mistrzostwo w historii klubu. W maju 2008 roku podpisał czteroletni kontrakt z FC Porto. Rozegrał dla niego 4 ligowe pojedynki, po czym na jeden sezon został wypożyczony do Leixões SC.